# Ґури-Мокре
Ґури-Мокре (пол. Góry Mokre) — село в Польщі, у гміні Пшедбуж Радомщанського повіту Лодзинського воєводства.
Населення — 461 особа (2011).
У 1975-1998 роках село належало до Пйотрковського воєводства.

## Демографія
Демографічна структура станом на 31 березня 2011 року:
|          | Загалом | Допрацездатний вік | Працездатний вік | Постпрацездатний вік |
| -------- | ------- | ------------------ | ---------------- | -------------------- |
| Чоловіки | 234     | 58                 | 149              | 27                   |
| Жінки    | 227     | 42                 | 123              | 62                   |
| Разом    | 461     | 100                | 272              | 89                   |